# Rio Tarumã (vattendrag i Brasilien)
Rio Tarumã är ett vattendrag i Brasilien.   Det ligger i delstaten Mato Grosso do Sul, i den södra delen av landet, 1 200 km sydväst om huvudstaden Brasília.
I omgivningarna runt Rio Tarumã växer i huvudsak lövfällande lövskog. Trakten runt Rio Tarumã är nära nog obefolkad, med mindre än två invånare per kvadratkilometer.